# Pellenes siculus
Pellenes siculus es una especie de araña saltarina del género Pellenes, familia Salticidae. Fue descrita científicamente por Alicata, Cantarella en 2000.
Habita en Italia.